# Camille (pel·lícula de 1936)
Camille és una pel·lícula estatunidenca de George Cukor del 1936, adaptació de La dama de les camèlies d'Alexandre Dumas Fill. La pel·lícula és protagonitzada per Greta Garbo, en el paper de Margarida Gautier, Robert Taylor, Lionel Barrymore, Elizabeth Allan, Jessie Ralph, Henry Daniell, i Laura Hope Crews. Va recaptar 2.842.000 dòlars.
Camille va ser inclosa a les "100 pel·lícules de tots els temps" de la revista Time l'any 2005. També va ser inclosa al número 33 de la llista AFI's 100 Years...100 Passions. Garbo va rebre la seva tercera nominació a la millor actriu per Camille als Oscars el 1938.

## Repartiment
- Greta Garbo: Margarida Gautier
- Robert Taylor: Armand Duval
- Lionel Barrymore: Senyor Duval
- Elizabeth Allan: Nichette, la promesa
- Jessie Ralph: Nanine, dona de cambra de Marguerite
- Henry Daniell: Baró de Varville
- Lenore Ulric: Olympe
- Laura Hope Crews: Prudence Duvernoy
- Rex O'Malley: Gaston